# 100% Lucha, la película
100% Lucha, la película es una película de origen argentina estrenada el 24 de julio de 2008 en Buenos Aires y el 10 de julio en el interior del país. La película está basada en el programa de lucha libre con el mismo nombre, emitido los domingos en el canal Telefe. El programa está conducido por Leo Montero, con relatos y comentarios de Eduardo Husni y Osvaldo Príncipi. El filme está dirigido por Juan Iribas y producido por Alejandro Gruz y Daniel Burak. El rodaje de la película comenzó el 10 de marzo.
El elenco del film está integrado mayoritariamente por no-actores ligados al entretenimiento (luchadores de catch, modelos, presentadores, etc.). Entre los actores profesionales se destacan Carlos Kaspar, en el papel del villano, y María Fernanda Neil, como su hija y secuaz.

## Argumento
Koshe Plostenko (Carlos Kaspar), un mafioso villano que a través de secuestros y amenazas intentará ser el dueño de un negocio ilegal, está a cargo de un circuito de lucha clandestina, se propone secuestrar a los ídolos de la lucha profesional para obtener más ingresos y atraer a los apostadores. Para esto Koshe cuenta con una poderosa arma secreta. Liderando una banda de luchadores y con la colaboración de su hija Anabelle (Fernanda Neil), organizará un plan para atrapar a los principales exponentes del grupo (Viloni, La Masa, Fabrizzio Delmonico, Delivery Boy) y ponerlos a su merced para desafiarse a luchadores feroces que no saben de reglas ni límites.

## Reparto[4][3]
- Carlos Kovacz como Mc Floyd.
- Adrián Fernández como Vicente Viloni.
- Luis María Montanari como La Masa.
- Carlos Kaspar como Koshe Plostenko.
- Paulo Giardina como Brian Sánchez.
- Naim Sibara como Aquiles.
- Cecilia Bonelli como Carla Sánchez.
- María Fernanda Neil como Anabelle.
- Eduardo Husni como El mismo.
- Osvaldo Príncipi como El mismo.
- Leo Montero como El mismo.
- Gonzalo Nenna como Javier.[5]

### Invitados especiales
Son breves apariciones de actores, famosos o conductores del mismo canal:
- Mario Pergolini y Eduardo de la Puente
- Marley
- Rodolfo Barili
- Jorge Jacobson
- Roberto Giordano
- Axel Kuschevatzky
- Cacho Rubio

## Equipo técnico
- Producción:
  - Alejandro Gruz
  - Daniel Burak
- Jefe de Producción:
  - Mario Faroni

Jefe de Locaciones:
Daniel Viterman Ludueña
- Asistente de Dirección:
  - Roberto Salomone
- 1.er ayudante de dirección:
  - Carla Berdichevsky
- 2.º ayudante de dirección:
  - Ramiro Gómez Bustamante
- Fotografía:
  - Fabián Giacometti
- Cámara:
  - Diego Aragón
- Dirección de arte:
  - Sergio Rud
- Vestuario:
  - Alicia Castelli
  - Elda Ledesma
- Dirección de sonido:
  - Jorge Stavropulos
- Jefe de eléctricos:
  - Raúl Carrizo
- Sonidista:
  - Fabián Ayala
- Música:
  - Eduardo Frigerio
  - Federico Vilas
- Guion:
  - Josefina Di Toto
  - Eduardo Husni
- Montaje:
  - Lautaro Azcuy

## Campeonatos

### Campeonato Oficial Ficticio

#### Tabla de posiciones
| Puesto | Luchador            | Puntos  |
| ------ | ------------------- | ------- |
| 1º     | La Masa             | 7       |
| 2º     | Tte. Murphy         | 3       |
| 3º     | Gorutta Jones       | 3       |
| 4º     | Dimitri Kazov       | 3       |
| 5º     | Musambe Tutu        | 3       |
| 6º     | Tito Morán          | 2 o más |
| 7º     | Vicente Viloni      | 2       |
| 8º     | Hip Hop Man         | 0 o más |
| 9º     | Mc Floyd            | 0 o más |
| 10º    | Cara de Máscara     | 0 o más |
| 11º    | Beto Segovia        | 0 o más |
| 12º    | Ron Doxon           | 0       |
| 13º    | Chucho Baigorria    | 0       |
| 14º    | Mosca               | 0       |
| 15º    | Dorival Santos      | 0       |
| 16º    | Delivery Boy        | 0       |
| 17º    | Fabrizzio Delmónico | 0       |
| 18º    | Ofidius             | -       |
| 19º    | Rot Wailer          | -       |
| 20º    | Tortícolis          | -       |